# Azariah Boody

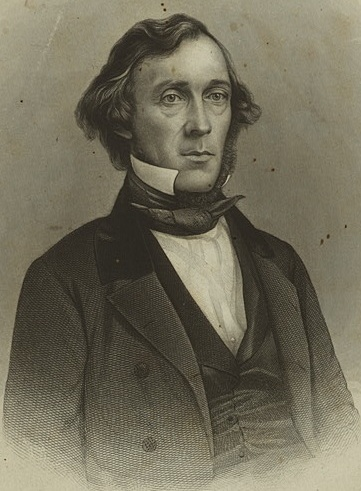
Azariah Boody

Azariah Boody  (* 21. April 1815 in Québec, Niederkanada; † 18. November 1885 in New York City) war ein US-amerikanischer Politiker. Im Jahr 1853 vertrat er den Bundesstaat New York im US-Repräsentantenhaus.

## Werdegang
Noch in seiner Jugend kam Azariah Boody mit seinen Eltern nach Lowell in Massachusetts, wo er die öffentlichen Schulen besuchte. Im Jahr 1850 zog er nach Rochester im Staat New York: Dort betätigte er sich in der Landwirtschaft. Zwischen 1853 und 1865 war er Kurator der University of Rochester. Politisch wurde er Mitglied der Whig Party.
Bei den Kongresswahlen des Jahres 1852 wurde Boody im 29. Wahlbezirk von New York in das US-Repräsentantenhaus in Washington, D.C. gewählt, wo er am 4. März 1853 die Nachfolge von Jerediah Horsford antrat. Er konnte sein Mandat bis zu seinem Rücktritt im Oktober 1853 ausüben. Seit 1855 lebte Boody in New York City. In den folgenden Jahren stieg er in das Eisenbahngewerbe ein und wurde Präsident bzw. Vorstandsmitglied verschiedener Eisenbahngesellschaften. Er war auch im Kanal- und Brückenbau tätig. 1875 zog er sich aus dem Geschäftsleben zurück. Er starb am 18. November 1885 in New York.